# Thomas Cannon
Thomas Cannon of Gray’s Inn (* 1720; † nach 1795) war ein britischer Autor und Geistlicher. Er ist Verfasser von Ancient And Modern Pederasty Investigated and Exemplify'd, eines 1749 veröffentlichten Essays, das als erste Verteidigungsschrift der Homosexualität in englischer Sprache gilt.

## Leben
Cannon war der Sohn von Robert Cannon (1663–1722), Dekan von Lincoln und von Elizabeth Moore, Tochter des Gelehrten John Moore, Bischof von Ely. Über die frühen Lebensabschnitte des Autors ist wenig bekannt. Die Familie scheint nach dem Tod des Vaters in prekäre Umstände geraten zu sein, da der König der Witwe eine Unterstützung von 120 £ jährlich gewährte.
1744 erscheint Cannon als Verfasser eines Gedichts mit dem Titel Apollo.
Seine geschichtliche Bedeutung erlangte er aber durch die Publikation einer Schrift mit dem Titel Ancient And Modern Pederasty Investigated and Exemplify'd, die bis vor wenigen Jahren als verloren galt. Bis dahin war die Schrift lediglich durch einen Erscheinungsvermerk in der Aprilausgabe 1749 von The Gentleman’s Magazine und durch zwei weitere Bezugnahmen bekannt. Die eine stammt aus einem Brief, den der damals im Gefängnis sitzende John Cleland, Verfasser des ebenfalls 1748/49 erschienenen erotischen Briefromans Fanny Hill, an Lovel Stanhope schrieb, den Gerichtsassistenten von Thomas Pelham-Holles, Herzog von Newcastle-upon-Tyne und damals Minister im Kabinett von Robert Walpole. Darin verglich er seinen Fall mit dem „eines gewissen Sohnes eines Dekans und Enkels eines Bischofs, der verrückt und verworfen genug war, ein Pamphlet zur Verteidigung der Sodomie zu veröffentlichen“. Die Staatsmacht scheint dem verschleierten Hinweis auf Cannon zügig gefolgt zu sein, da ein Brief von Newcastle an den Attorney general Dudley Ryder diesen anwies, gegen Autor und Drucker der Schrift vorzugehen.
Der Grund für Clelands Denunziation war offenbar eine tiefe Feindschaft zwischen ihm und Cannon. Es war auf Veranlassung von Cannon, dass Cleland im Februar 1748 im Fleet-Gefängnis für ein Jahr in Schuldhaft saß, da er Cannon die beträchtliche Summe von 800 £ schulden sollte. Kurz bevor Cleland im Februar 1749, nach Erscheinen des zweiten Bandes von Fanny Hill, das Fleet Prison verlassen konnte, reichte Cannon eine Klage gegen ihn ein. Demnach habe Cleland ihn aus dem Gefängnis heraus beleidigt und verleumdet. Zum Beweis legte er einen Zettel vor, den er an die Tür seiner Kammer im New Inn geheftet gefunden habe und der in der ihm wohlbekannten Handschrift von John Cleland verfasst war:

“Here lives that execrable white-faced, rotten catamite, who joined with his own mother to consummate the murder of an unfortunate gentleman who had saved his life, and whom, in return, he poisoned five times with common arsenic, which, it is probable, he will never recover the bloody
effects of. Enquire for further particulars of his Mother in Delahaye Street. His name is Molly Cannon.”

„Hier lebt der abscheuliche bleiche Buhlknabe, der sich mit seiner Mutter verschwor, einen unglücklichen Gentleman um das Leben zu bringen, der ihm das Leben gerettet hatte und den er zum Dank fünfmal mit Arsen vergiftete, wovon selbiger sich wohl niemals erholen wird. Näheres zu seiner Mutter ist in Delahaye Street zu erfahren. Sein Name ist Molly Cannon.“

Als Molly benannte man damals im Slang Homosexuelle.
Dass Cannon, der kurz zuvor ein Werk zu veröffentlicht hatte, das in kaum verhohlener Weise die damals noch mit der Todesstrafe bedrohte Homosexualität pries, es für angezeigt hielt, die Aufmerksamkeit der Behörden durch eine einschlägige Anzeige auf seine Person zu lenken, ist kaum nachvollziehbar.
Jedenfalls hatte er im März 1749 einen gewissen John Purser mit dem Druck der Schrift beauftragt, wobei er diesem auf seine Ehre hin versichert hatte:

“… that the whole Pamphlet throughout was so far from encouraging the Vice, that it was Design’d to explode the Crime and make it hatefull to all Mankind; and that it was wrote in such a manner, that it could not offend the nicest Ear; and that he would justifie every Tittle it contain’d before any Court in England”

„… dass das Pamphlet in jeder Beziehung weit entfernt davon sei, das Laster zu fördern, dass es darauf abziele, das Verbrechen der Verachtung preiszugeben und aller Menschheit verhasst zu machen und dass es in einer Weise verfasst sei, dass auch nicht das zarteste Ohr Anstoß nehmen könne daran, er zudem bereit sei, jeden einzelnen Abschnitt vor jeglichem Gericht in England zu rechtfertigen.“

Als nun auf die Denunziation des inzwischen wegen der Veröffentlichung von Fanny Hill im Gefängnis sitzenden Cleland man ihm den Prozess machen wollte, ließ Cannon es aber nicht darauf ankommen, die Unschuld seiner Schrift und seiner selbst vor Gericht zu verteidigen. Nachdem er und Purser befragt und gegen eine Bürgschaftsleistung von jeweils 400 £ auf freien Fuß gesetzt worden waren und der Prozess im Frühjahr 1750 stattfinden sollte, floh Cannon außer Landes. Purser dagegen wurde im Sommer 1751 verurteilt zu einem Monat Gefangenschaft im berüchtigten Gefängnis Marshalsea und anschließender Ausstellung am Pranger in Charing Cross und vor der Royal Exchange. Das Urteil scheint aber nicht oder nur zum Teil vollstreckt worden zu sein.
Cannon dagegen sah sich nach 3 Jahren Exil gezwungen, in die Heimat zurückzukehren, wo sich seine Mutter in einem überlieferten Schreiben an den Herzog von Newcastle von 1755 für ihn verwendete und bekundete, wie sehr er von Reue erfüllt sei über die Abscheulichkeit seiner Schuld und er nicht nur deshalb zurückzukehren wünsche, weil die Notwendigkeit ihn dazu zwänge, sondern um Gelegenheit zu finden, „die einzige Sühne zu leisten, zu der er imstande sei, nämlich durch Druck und Veröffentlichung seines Widerrufs und Abschwörens“.
Das hat er getan, man hatte offenbar Gnade mit ihm und in den folgenden Jahren veröffentlichte er eine Reihe frommer Schriften, deren Titel anzeigt, dass er nun in die Fußstapfen seines Vaters und Großvaters tretend ein offenbar respektabler Geistlicher der Kirche von England geworden war, der das „falsche und hohle“ Freidenkertum seiner Jugend zutiefst bedauerte und Trost fand in der Lektüre von Milton und den Night Thoughts („Nachtgedanken“) des Edward Young.

## Ancient And Modern Pederasty Investigated and Exemplify'd
In der oben zitierten Stelle aus der Denunziation Clelands heißt es weiter über Cannon und seine Schrift:

“… mad and wicked enough to Publish a Pamphlet evidently in defence of Sodomy, advertised in all the papers. This was rather overlooked than tolerated — What was the consequence? Why, it is at this instant so thoroughly forgot that few I believe know that ever such a Pamphlet existed.”

„… verrückt und verworfen genug war, ein Pamphlet zur Verteidigung der Sodomie zu veröffentlichen und es in sämtlichen Zeitungen zu bewerben. Das wurde eher übersehen als geduldet — Was war die Folge? Nun, es ist so gründlich vergessen, dass ich glaube, nur wenige wissen heute, dass so ein Pamphlet je existierte.“

Cleland hatte nur allzu recht. Es ist unklar, ob und in welchem Umfang Cannons Schrift jemals durch Buchhändler vertrieben wurde. Es hat sich jedenfalls kein einziges Exemplar erhalten und bis 2003 war die Existenz der Schrift nur wenigen Fachgelehrten aus verstreuten Hinweise bekannt. Im Sommer dieses Jahres beschloss Hal Gladfelder, damals an der University of Rochester mit der Neuausgabe von Clelands Memoirs of a Coxcomb befasst, den Hinweisen nachzugehen. Er kam zu der Vermutung, dass kein Prozess gegen Cannon stattgefunden habe, wohl aber gegen den Drucker Purser, und beschloss, in den Archiven von King’s Bench nach Unterlagen über ein solches Verfahren zu suchen. Tatsächlich wurde er fündig über Erwarten, was sich dem damals üblichen Verfahren verdankte, inkriminierte Schriften in den Verfahrensakten umfänglich zu zitieren. Gladfelder fand in einer Kiste mit Anklageschriften aus dem Frühjahr 1750 ein zusammengerolltes, ungefähr 90 × 150 cm messendes Pergamentblatt, das zwar nachgedunkelt ist, dessen verblasste Schrift aber noch immer gut lesbar ist. Als Gladfelder seinen Fund 2007 publizierte, erregte dieser als vermutliche erste gedruckte Apologie der Homosexualität seit der Antike entsprechende Aufmerksamkeit in den Medien und wurde natürlich auch in der LGBT-Community vielfach rezipiert.
Im überlieferten Text folgt der Formulierung der Anklage, dass nämlich Autor und Drucker es unternommen hätten:

“Debauch Poison and Infect the Minds of all the Youth of this Kingdom and to Raise Excite and Create in the Minds of all the said Youth most Shocking and Abominable Ideas and Sentiments beneath the Dignity of Humane Nature and thereby to bring them into a State of Wickedness Lewdness and Brutality and more Especially into the Love and Practice of that unnatural detestable and odious crime of Sodomy”

„Gift zu versprühen und die Seelen der Jugend des Königreiches zu infizieren, Erregung aufzustacheln und im Gemüt dieser Jugendlichen äußerst abstoßende und abscheuliche Gedanken und Gefühle unwürdig menschlicher Natur zu erzeugen und sie so in einen Zustand der Bosheit, Lüsternheit und Gemeinheit zu bringen und insbesondere sie dem unnatürlichen, widerlichen und hassenswerten Verbrechen der Sodomie geneigt zu machen und zuzuwenden.“

Der Anklage folgt dann eine Reihe von längeren Abschnitten aus Cannons Essay. Cannon zufolge glich die Päderastie einst „einem kristallenen weiten See, der alle Menschheit einlud, darin einzutauchen in unaussprechlich mächtige Freuden“
Aber, da das Christentum in seiner Zeit diese Perversion der Alten vollständig überwunden habe, könne man diese unappetitlichen Dinge nun endlich ganz unbefangen untersuchen:

“That celebrated Passion, Seal’d by Sensualists, espoused by Philosophers, enshrin’d by Kings, is now exploded with one Accord and Disown’d by the meanest Beggar. Wherefore since Fashion
discountenances, Law punishes, God forbids, the Detested Love, we may sure discuss it with Freedom, and the most philosophical Exactness […] free from Apprehension of exciting in any Breast so preposterous, and Severe-treated an Inclination.”

„Diese gefeierte Leidenschaft, gelebt von Genießern, von Philosophen gelobt und geschätzt von Königen, ist nun einmütig bloßgestellt und verachtet selbst vom gemeinsten der Bettler. Da nun die abscheuliche Liebe von der Mode abgelehnt, vom Gesetz bestraft und von Gott verboten ist, dürfen wir sie frei und mit höchst philosophischer Gründlichkeit diskutieren […] ohne besorgen zu müssen, in irgend jemandes Gemüt eine derart verkehrte und mit Strenge verfolgte Neigung zu entfachen.“

Doch die Art und Weise der Darstellung und vor allem die Sprache, die er in den folgenden Abschnitten verwendet, zeigt klar an, dass erstens der Autor der verbotenen Leidenschaft zugeneigt und sich zweitens nach Kräften bemüht ist, im Gemüt des Lesers eine ähnliche Neigung zu „entfachen“. Oberflächlich moralisierend und ablehnend, werden die Beispiele aus der antiken Mythologie und Literatur so liebevoll nachgemalt, dass am tatsächlichen Standpunkt des Autors für den Leser kein Zweifel sein kann. Zudem macht er klar, dass er auch das Ziel verfolgt, den Leser zu amüsieren und zu unterhalten, indem er bekennt, die Quellen seiner Beispiele zu diesem Zweck frei paraphrasiert zu haben.
Cannon scheint mehrere längere einschlägige Stücke aus antiken Schriftstellern zitiert zu haben. Im überlieferten Text findet sich als erstes Beispiel ein von Cannon übersetzter Dialog Lukians zwischen Jupiter und dem Hirten Ganymed, den dieser eben entführt hat, ebenso der folgende Abschnitt aus Lukians Göttergesprächen, der einen Wortwechsel zwischen Jupiter und Juno, die sich durch den schönen Hirten um ihren Anspruch auf die Zuwendung des Gatten betrogen sieht. Weitere Beispiele entnimmt Cannon dem Satyricon des Petronius Arbiter. Außerdem zitiert die Anklageschrift einige von Cannon wiedergegebene Anekdoten, Bemerkungen sowie eine kurze, angeblich authentische Geschichte über einen im Text Amorio genannten Zeitgenossen, der auf einem Ball eine liebreizende, angeblich von einem Edelmann verführte und ins Unglück gestürzte Dame kennenlernt, die sich dann als ein Jüngling namens Hyacinth entpuppt, was Amorio jedoch nicht abhält, den zwar männlichen, aber „jenseits aller Vorstellung köstlichen Körper“ zu genießen, was Cannon mit delikater Meeresmetaphorik folgendermaßen umschreibt:

„He [Amorio] is quickly piloted into a Streight, whose potent Cling draws all the Man in clammy Streams away.“

„Er [Amorio] findet sich schnell in eine Enge gelenkt, die mächtig umschlingend den ganzen Mann von der Strömung umklammert hinwegzieht.“

Am Morgen danach frühstückt man und begibt sich zum Billardspiel.
Der in der Anklage überlieferte Text scheint fragmentarisch. Wie groß der überlieferte Anteil ist, lässt sich nicht sagen, ebenso wenig lässt sich über Anordnung und Struktur vermuten.

## Schriften
- Apollo: a poem: or the Origin of the world assign'd. With reflections upon human nature. London 1744
- Ancient And Modern Pederasty Investigated and Exemplify'd. 1749
- A treatise on charity. To which is prefix'd, the author's retraction. London 1753
- A close view of death and it's subsequent immortalities giving a large account of the primitive Christians, who conducted their lives by those views. With a previous discourse, briefly, but fully, demonstrating the truth of Christianity, and, in Consequence of that, urging most earnestly to solemn Consideration. The Whole with Vigour inforced by an awful Frontispiece, exhibiting one of our deplorable Bodies putrefying in the Vault. London 1760
- The family library, being the substance of a funeral sermon, preached at the City chapel, Grub-Street, London, July 17, 1791, on the death of the late Countess dowager of Huntingdon, by the Rev. T. Cannon, to which is added A copy of a letter, written by the Countess in the year 1785 … together with the manner in which the college is to be carried on, and by whom. London 1791
- Select psalms and hymns for the use of St. John's Chapel, West-Lane, Walworth, and the City Chapel, London. 2. korr. Aufl. London 1793
- Divine astronomy or, The signs of the times, being a singular sermon, preached at the city chapel, July 12th, 1795. London 1795